# Eugene
Eugene er en amerikansk by og administrativt centrum for det amerikanske county Lane County, i staten Oregon. I 2010 havde byen et indbyggertal på 156.185.

## Ekstern henvisning
- Wikimedia Commons har flere filer relateret til Eugene
- Eugenes hjemmeside (engelsk) Arkiveret 12. september 2008 hos  Wayback Machine

44°3′7″N 123°5′12″V / 44.05194°N 123.08667°V